# Nordhorn-Almelo-Kanal

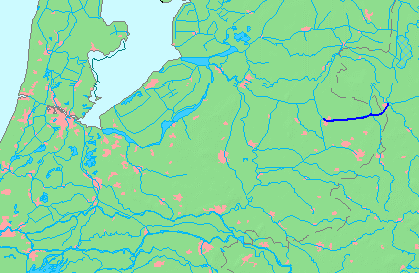
Lage des Kanals

Der Nordhorn-Almelo-Kanal (Abkürzung: NAK) ist eine Teilstrecke des Linksemsischen Kanalnetzes.

## Lage
Der Kanal verläuft zwischen der deutschen Stadt Nordhorn und dem niederländischen Almelo. Auf der deutschen Seite ist er für kleine Boote noch bedingt befahrbar. Er hatte ursprünglich eine Sohlbreite von 7,5 m, an der Oberfläche betrug die Breite 13,9 m. Der Kanal war 33 km lang und verfügte über sechs Schleusen und zehn Zugbrücken, die aber nicht mehr alle erhalten sind. Bei der Schleuse in Reutum handelt es sich um eine Koppelschleuse. Kurz vor der Grenze befindet sich die einzige deutsche Schleuse, die Schleuse Frensdorfer Haar. An der niederländisch-deutschen Grenze steht am Nordufer das alte Zollamt. In Nordhorn befinden sich verschiedene Kanalhäfen, die von der Textilindustrie genutzt wurden, so der Klukkert-Hafen, der heute wieder über einen Anleger und eine Slipanlage für die Freizeitschifffahrt verfügt. Auf niederländischer Seite ist der Kanal über weite Strecken zugeschüttet worden. In Harseveld befindet sich das Schuivenhuisje, ein Stauwehr, über das dem Kanal Wasser von dem Fluss Dinkel zugeführt wird, um den Wasserstand im Kanal zu regulieren. Dieses Gebäude erschien in einer Werbung einer bekannten niederländischen Zwiebackbäckerei. Der Kanal ist in Nordhorn mit der Vechte und über den Verbindungskanal mit dem Ems-Vechte-Kanal verbunden.

## Geschichte
Der NAK ist Teil des Linksemsischen Kanalnetzes, welches zwischen 1870 und 1904 erbaut wurde. Anlass für seinen Bau war ein Vertrag zwischen den Niederlanden und der preußischen Regierung aus dem Jahr 1876, der die Kanalverbindungen zwischen den beiden Ländern regelte. Bis in die 1850er Jahre fand der lokale Schiffsverkehr auf der Vechte statt, die aber zunehmend versandete. Der NAK wurde auf der niederländischen Seite am 8. Februar 1889 und auf der deutschen Seite 1904 fertiggestellt. Wichtig war der Kanal für die Kohleversorgung der Nordhorner Textilindustrie, deren Webstühle anfangs mit Dampfmaschinen betrieben wurden und deren Betriebe später eigene Kohlekraftwerke bauten.
Durch die geringe Tiefe blieb er für die überregionale Schifffahrt unbedeutend. Die Kähne hatten eine Tragfähigkeit von bis zu 200 Tonnen. Der letzte Torfkahn fuhr im Jahr 1960 durch den Kanal. Heute dient er immer noch der Entwässerung der Moore, und seit der Schließung hat sich ein Biotop für Pflanzen, Fische und Wasservögel entwickelt.
Der Nordhorn-Almelo-Kanal einschließlich des Klukkert-Hafens und der begleitenden Alleen steht unter Denkmalschutz. Außerdem bilden der Nordhorn-Almelo-Kanal, die Verbindungs- und die Grenzschleuse, die Zollabfertigung und das alte Zollhaus an der niederländischen Grenze eine Gruppe baulicher Anlagen und sind nach § 3 Abs. 3 NDSchG ein Baudenkmal.

## Fotografien vom Kanal

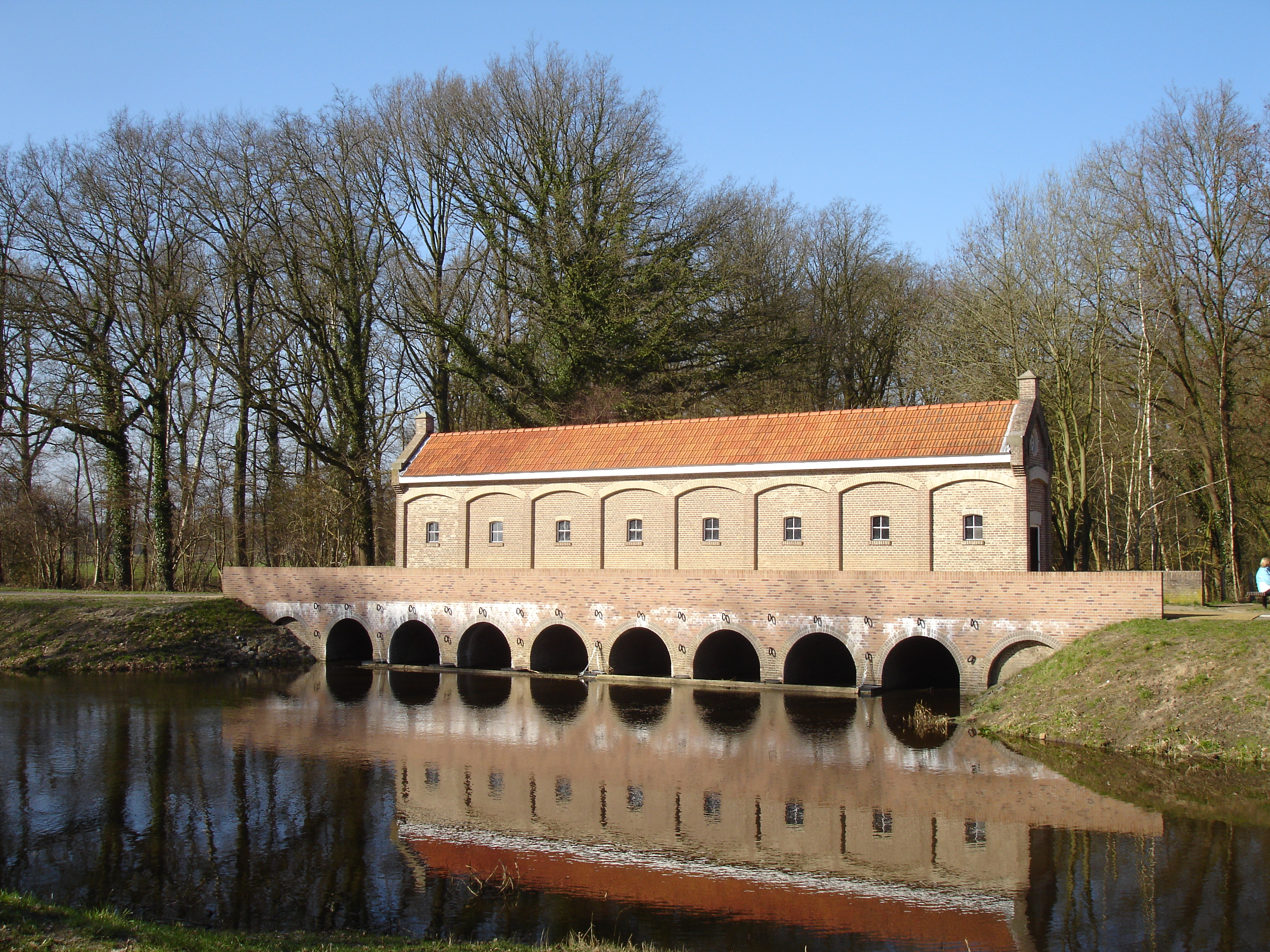
Schuivenhuisje
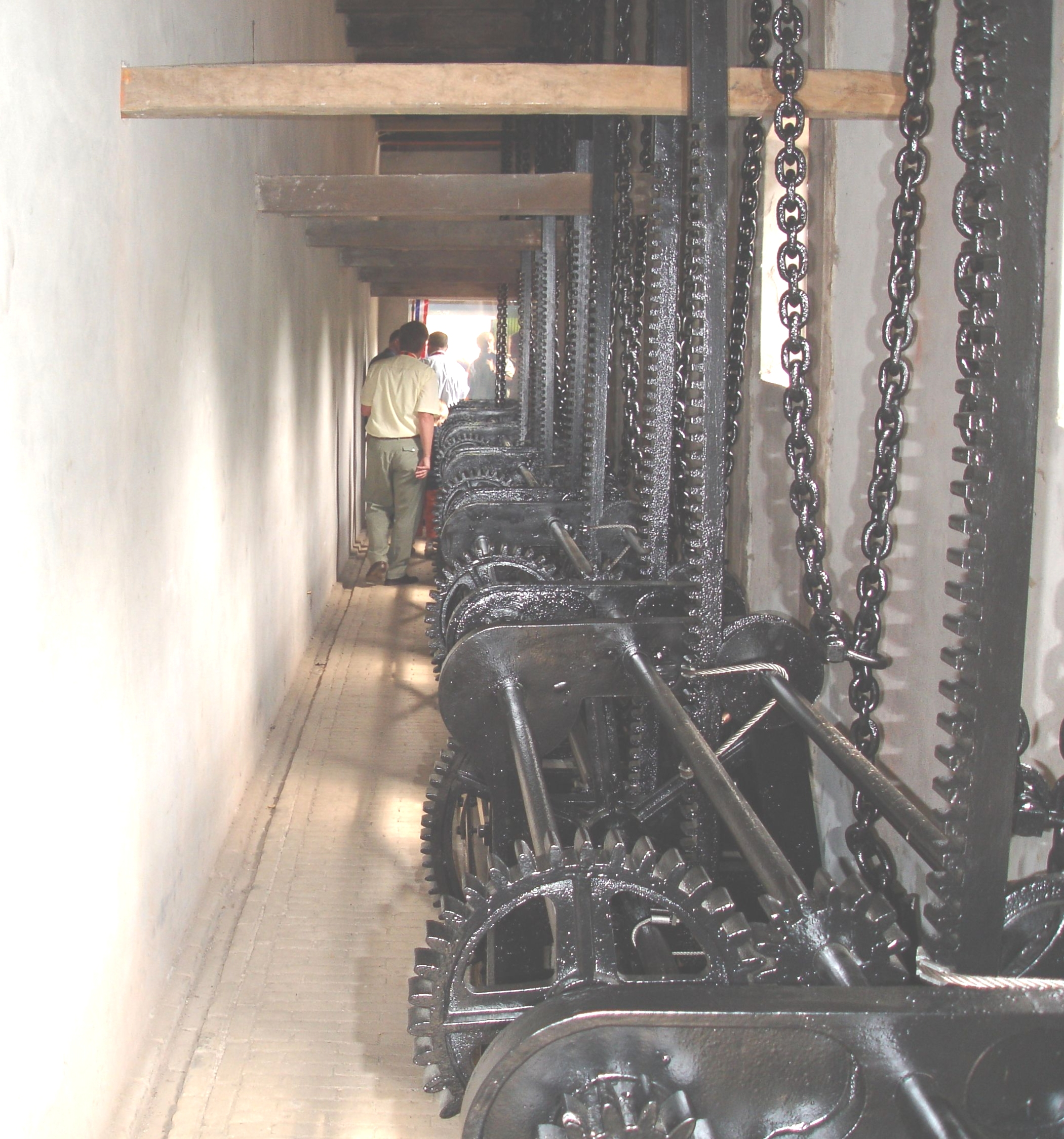
Das Schuivenhuisje von innen
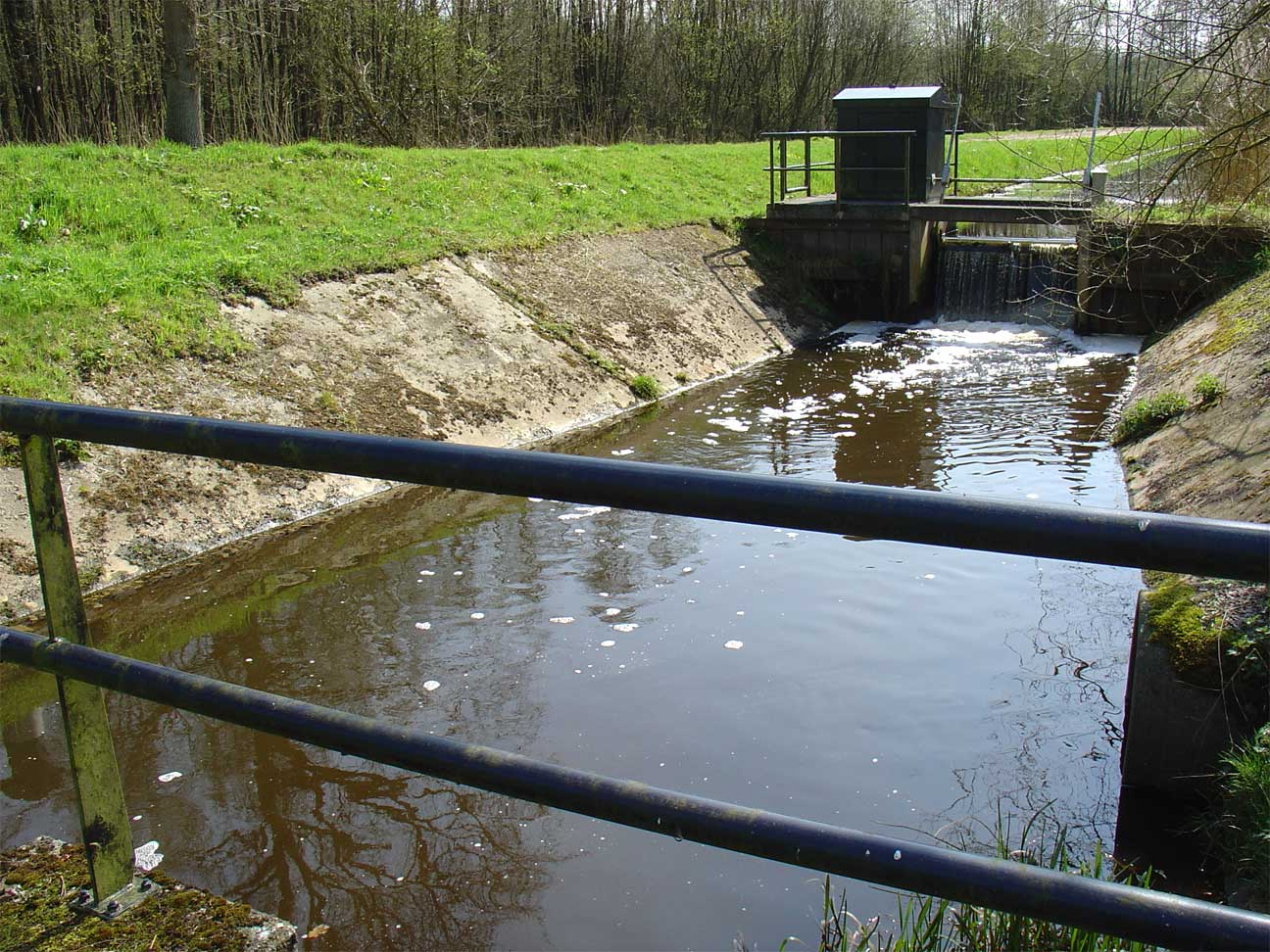
Überlauf zur Wasserhaltung
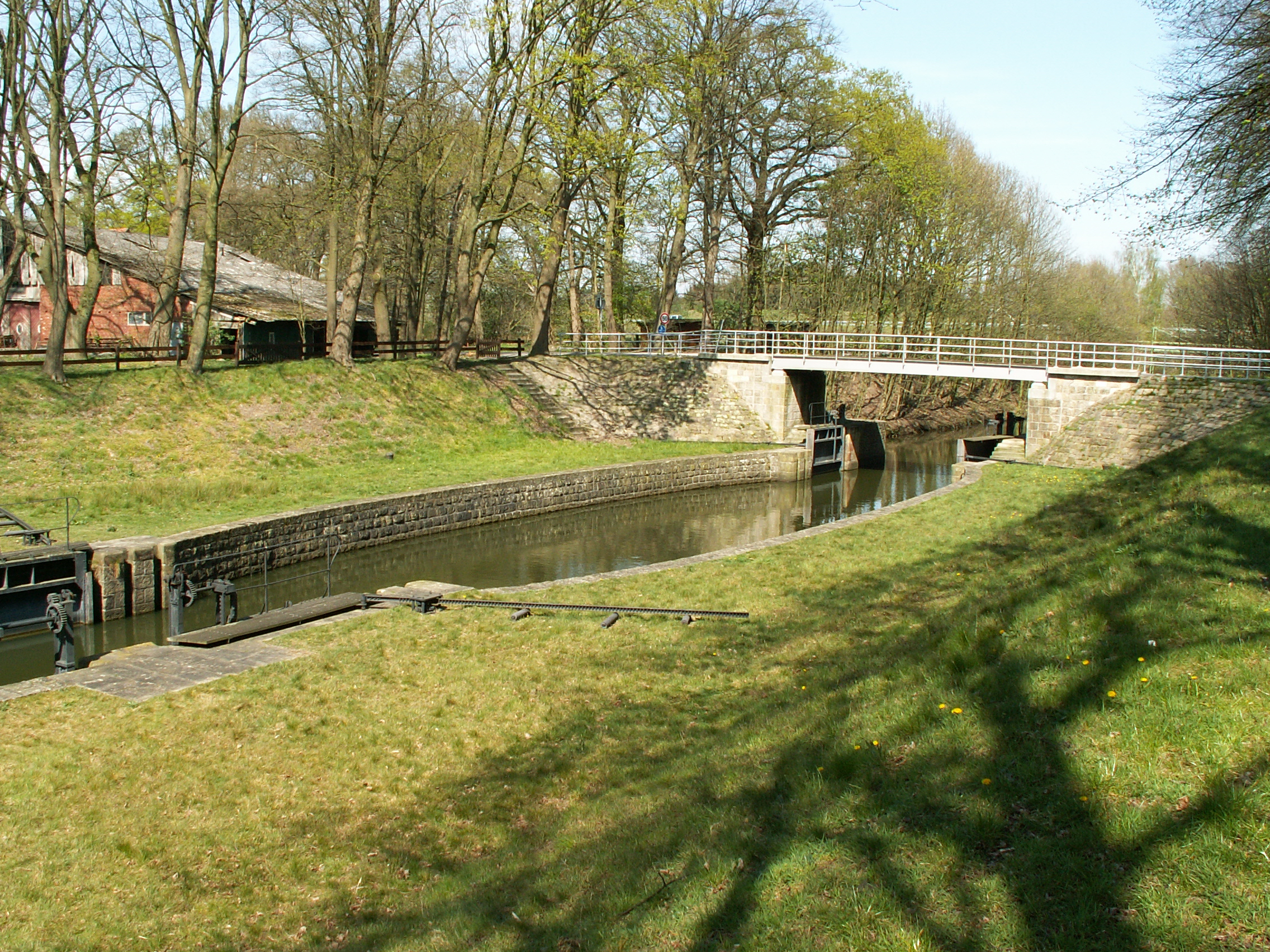
Grenzschleuse Frensdorfer Haar
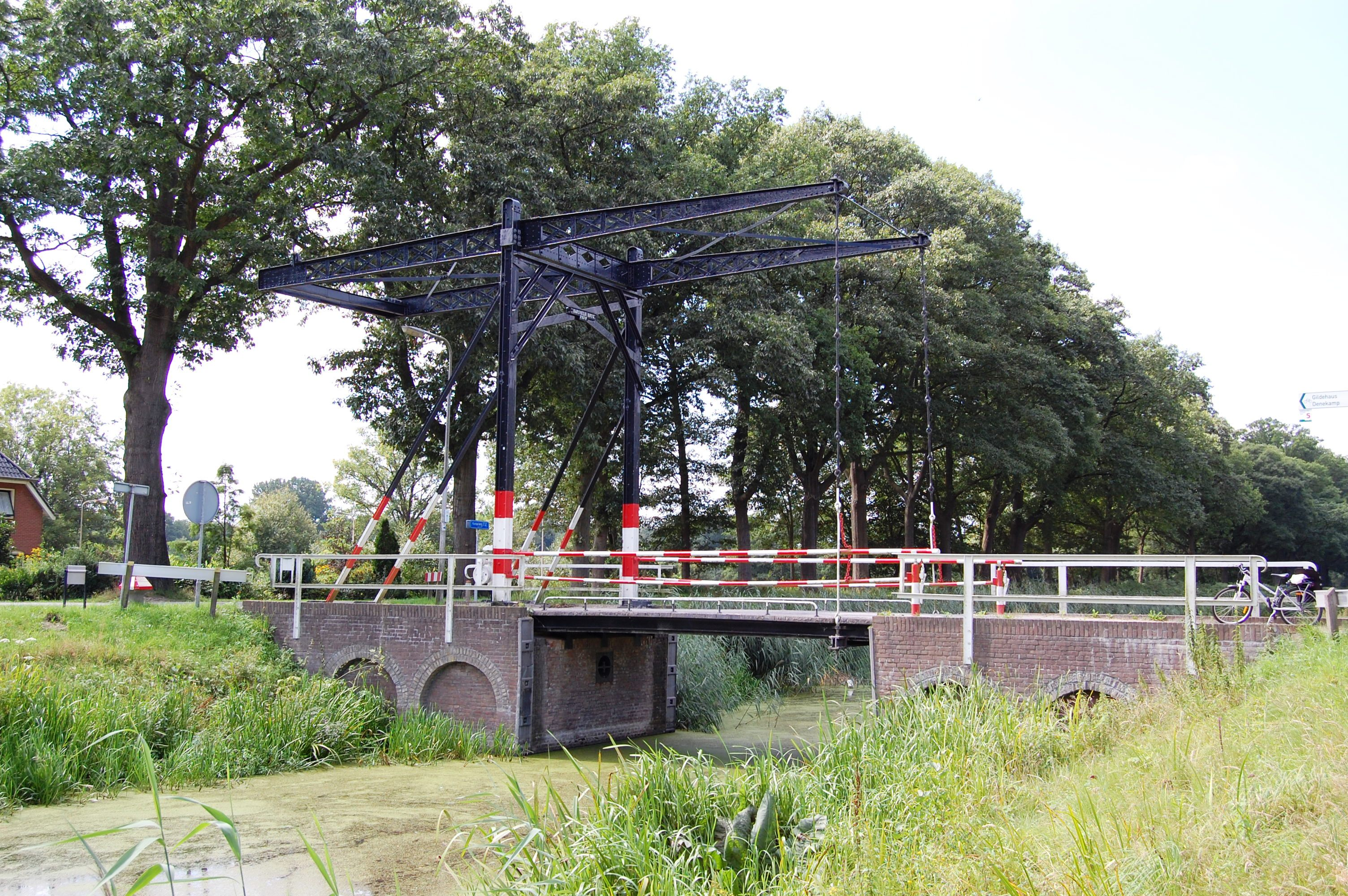
Klappbrücke über den Kanal auf der niederländischen Seite
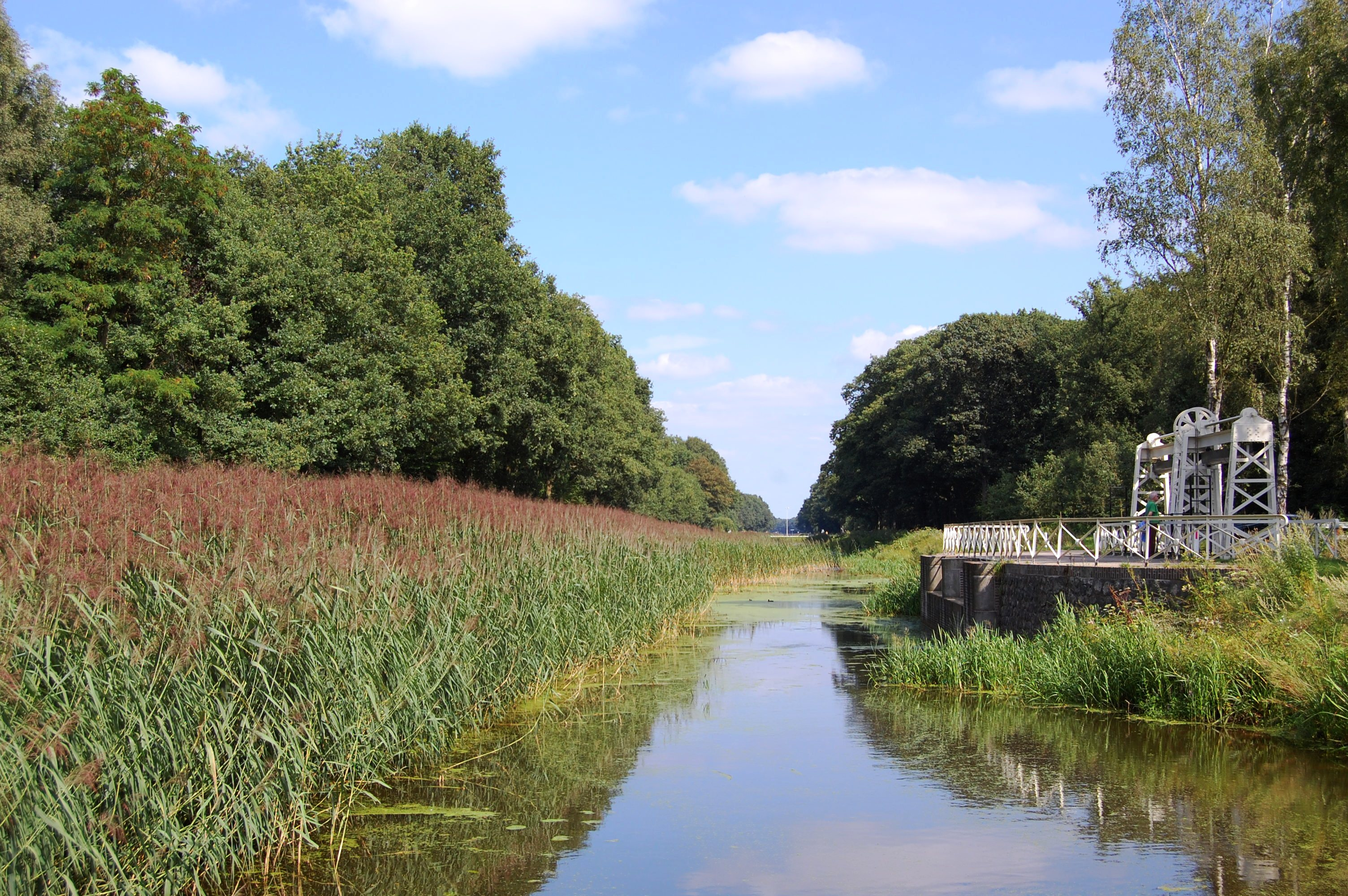
Stoneyschuiven in den Niederlanden
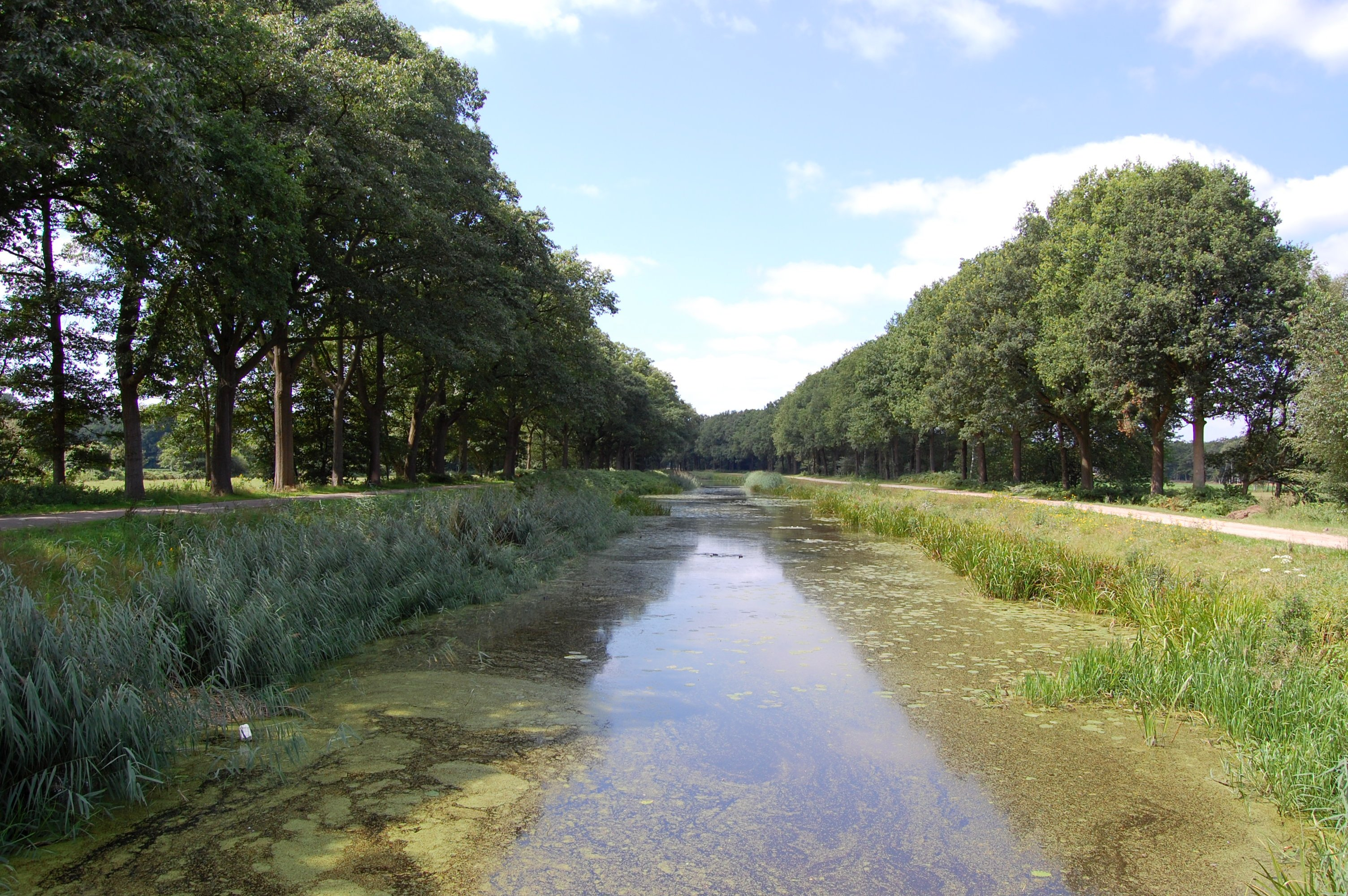
Blick in westlicher Richtung
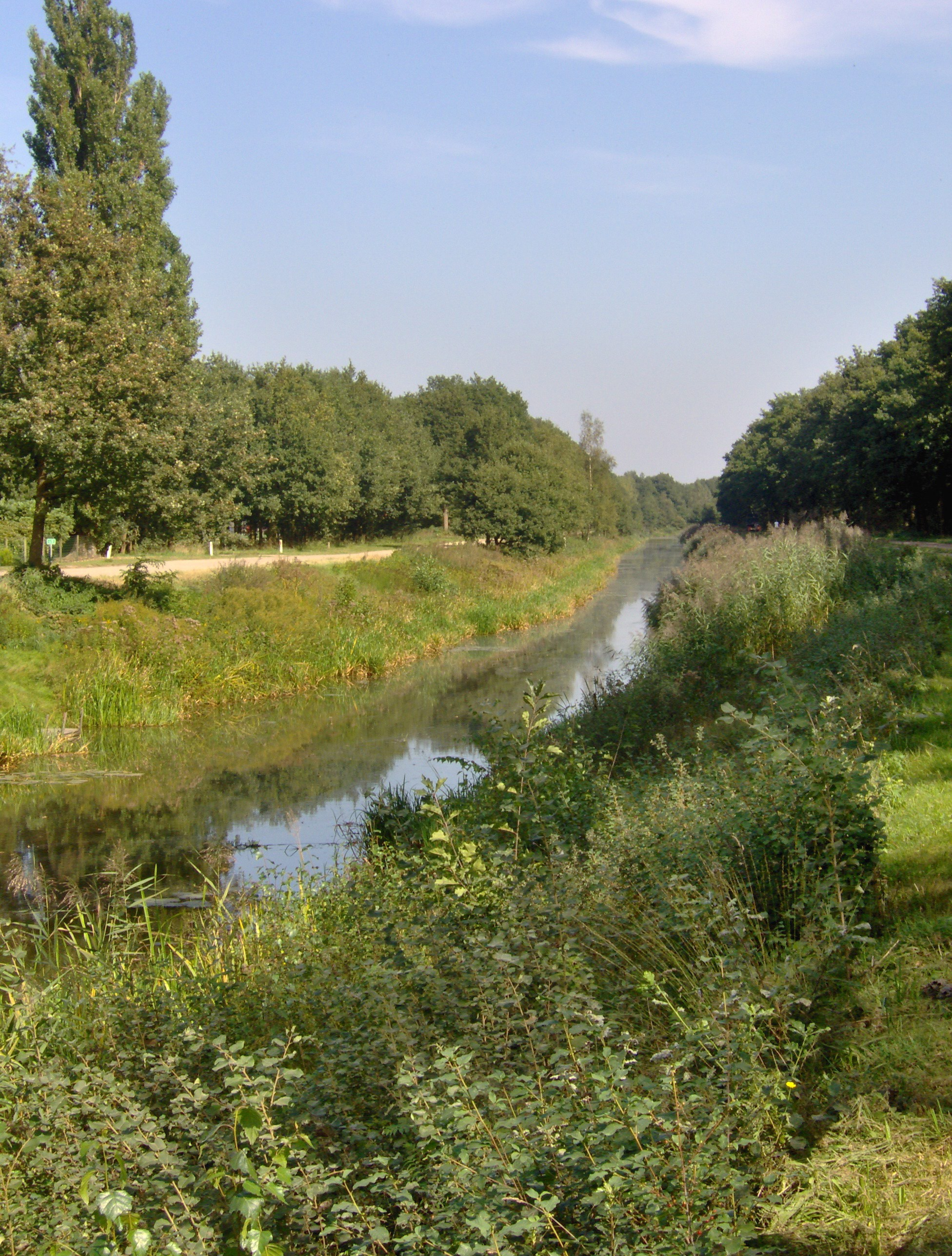
Der Nordhorn-Almelo-Kanal nahe Albergen in Twente